# Okke (schip, 1929)
De Okke is een Noordzeebotter en wordt vanwege haar leeftijd beschouwd als varend erfgoed. Vanaf de bouw tot 1968 heeft het schip gevist voor de Nederlandse kust. Eerst op garnalen, maar later ook in de spanvisserij. Vanaf eind jaren 50 tot 1968 met de boomkor.
Na haar werkzame leven als visser heeft ze nieuwe dekken, een opbouw en boeisel gekregen, werd de machinekamer opnieuw ingericht en kreeg ze een geheel nieuw interieur van eiken, mahonie en teak. In 1976 werden twee houten masten geplaatst en kreeg ze er een kluiver, fok, grootzeil en bezaan bij.